# جيلوز كومبي
جيلوز كومبي (بالفرنسية: Jules Comby)‏‏ (28 أبريل 1853 - 18 مارس 1947 ) طبيب أطفال من فرنسا. يُعرف لعلامة كومبي.